# Megan Blake
Megan Blake est une actrice américaine.

## Filmographie
- 1985 : Invasion U.S.A. : Girlfriend
- 1988 : Pass the Ammo : Cherry
- 1988 : Mortuary Academy (en) de Michael Schroeder : Tammy
- 1988 : It Takes Two : Megan
- 1989 : Sweet Bird of Youth (TV)
- 1991 : Infinity : Karen
- 1993 : Under Investigation (vidéo) : Carla
- 1995 : Dream Man (vidéo) : Ballet Mistress
- 1995 : Digital Man : Lt. Thompson
- 1995 : Un privé à Malibu (Baywatch Nights) (série TV)
- 1996 : Encounters : Grace Braxton
- 1997 : Life with Roger (série TV) : Sara
- 1997 : Susan! (Suddenly Susan) (série TV) : Cindy
- 1997 : Notre belle famille (Step by Step) (série TV) : Ellen Spencer
- 1998 : Sexe et autres complications (The Opposite of Sex) : Bobette
- 1999 : The Puzzle in the Air : Karen England
- 1999 : P.U.N.K.S. : FBI Agent Houlihan
- 1999 : King Cobra (vidéo) : Grace Stills
- 2001 : À la poursuite du bonheur (Pursuit of Happiness) : Minister
- 2002 : The Cross : Sugar
- 2003 : Dawson (Dawson's Creek) (série TV) : Dentist
- 2007 : Dog Days of Summer : May Walden
- 2008 : Lost Stallions: The Journey Home : Rachel
- 2008 : The Magistical : Foible
- 2009 : Eyeborgs : Barbara Hawkins